# Бёрд, Лестер
Лестер Брайант Бёрд (англ. Lester Bryant Bird, 21 февраля 1938, Нью-Йорк, США — 9 августа 2021) — политический деятель Антигуа и Барбуды, второй премьер-министр Антигуа и Барбуды с 1994 по 2004 годы и известный спортсмен. Он был председателем лейбористской партии с 1971 по 1993 год, а затем стал премьер-министром, когда его отец Вир Бёрд, предыдущий премьер-министр, подал в отставку.

## Биография
Родился 21 февраля 1938 года. Во время учёбы в средней школе Антигуа проявил себя как спортсмен, выступал за сборные Британских Подветренных островов в крикете и прыжках в длину. В 1959 году на Панамериканских играх завоевал бронзовую медаль в прыжках в длину.
Продолжил учёбу в Мичиганском университете, который окончил в 1962 году. В годы учёбы продолжал успешно выступать в прыжках в длину, становился чемпионом Конференции Big Ten, призёром чемпионата NCAA и членом символической студенческой сборной Северной Америки. Завершил юридическое образование в Великобритании, получив адвокатскую лицензию в Грейс-Инне в 1969 году.
Вернувшись на Антигуа, вёл адвокатскую практику с 1969 по 1976 год. В 1971 году Лестер Берд стал сенатором, однако в это время Лейбористская партия Антигуа, возглавляемая его отцом, проиграла выборы и на пять лет ушла в оппозицию. Берд-младший стал председателем фракции и официальным главой оппозиции в верхней палате парламента, занимая эти посты вплоть до 1976 года. В этом году лейбористы вернулись к власти, а Лестер Берд был избран в Палату представителей и получил должность вице-премьера в правительстве своего отца. Также возглавлял министерства экономического развития, энергетики и туризма.
После обретения Антигуа и Барбудой независимости в 1981 году назначен министром иностранных дел. В 1982 году в этом качестве стал первым председателем Организации Восточно-карибских государств (вторично избран на этот пост в 1989 году). В 1990 году старший брат Лестера, Вир-младший, был отстранён от всех государственных должностей после скандала с продажей израильского оружия колумбийским наркокартелям, что повысило шансы Лестера стать преемником отца.
В 1991 году он был освобождён от должности вице-премьера, но сохранил пост министра иностранных дел, одновременно получив в своё ведение вопросы государственного планирования и торговли. Когда в 1992 году Берд-старший объявил о намерении уйти на покой, Лестер стал одним из двух главных претендентов на роль нового лидера наряду с министром информации Джоном Сент-Люсом и в сентябре 1993 года с небольшим перевесом одержал победу на внутрипартийных выборах.
После победы лейбористов на всеобщих выборах 1994 года Лестер Берд стал новым премьер-министром, одновременно занимая посты министра иностранных дел, планирования, информации и социального обеспечения. В его кабинет вошёл также Сент-Люс, а Вир-младший, первоначально не получивший никакой должности в правительстве, позже был назначен специальным советником. В ходе перетасовки кабинета в 1996 году премьер-министр взял на себя также руководство ведомствами связи, гражданской авиации, международного транспортного сообщения и азартных игр.
На выборах 1999 года партия Берда увеличила большинство в Палате представителей с 11 до 12 депутатов из 17. В новом кабинете Вир-младший уже получил пост министра сельского хозяйства, а Лестер оставил за собой министерства иностранных дел, финансов, национальной безопасности и юстиции. В 2004 году лейбористы потерпели поражение на выборах, причём сам Берд проиграл в своём избирательном округе. Хотя в 2009 году его партии не удалось вернуться к власти, сам Берд вернул себе место в парламенте, победив министра финансов от Объединённой прогрессивной партии Эррола Корта и став официальным лидером оппозиции.
В конце 2012 года Берд потерпел поражение от Гастона Брауна на выборах лидера Лейбористской партии, через две недели официально передав тому пост лидера оппозиции. В 2014 году он был в очередной раз избран в Палату представителей, при этом партия под руководством Брауна получила в парламенте большинство. В том же году Берд был произведён в рыцари-компаньоны ордена Национального героя, став в общей сложности четвёртым кавалером этой награды. В конце 2017 года объявил об уходе из активной политики и о том, что поддерживает кандидатуру своей племянницы, Марии Берд-Браун, на пост депутата Палаты представителей от своего прежнего округа. Скончался 9 августа 2021 года в возрасте 83 лет.